# James De Wolf
James "Captain Jim" De Wolf, född 18 mars 1764 i Bristol, Rhode Island, död 21 december 1837 i New York, var en amerikansk slavhandlare och politiker (demokrat-republikan). Han representerade delstaten Rhode Island i USA:s senat 1821-1825.
De Wolf deltog i amerikanska revolutionskriget som sjöman på ett privat fartyg. Han var sedan kapten för ett skepp innan han hade fyllt 20 år. Han deltog i slavhandeln med Kuba och andra västindiska öar. Han anklagades för mord efter att en sjuk kvinnlig slav hade kastats överbord. Han flydde till Afrika i stället för att uppenbara sig inför juryn i Rhode Island. Två besättningsmän vittnade senare att det hade varit nödvändigt att kasta kvinnan överbord för att skydda andra från smittan. De Wolf frikändes i fallet och fortsatte sin karriär som slavhandlare.
De Wolf förtjänade en stor förmögenhet med slavhandeln, sockerplantagerna på Kuba och bomullstillverkningen i Rhode Island. Ett av hans fartyg, Yankee, nådde ryktbarhet som kapare i 1812 års krig.
De Wolf efterträdde 1821 William Hunter som senator för Rhode Island. Han avgick 1825 och efterträddes av Asher Robbins.